# Bishorn
Bishorn är ett berg i Schweiz.   Det ligger i distriktet Leuk och kantonen Valais, i den södra delen av landet. Toppen på Bishorn är 4 153 meter över havet.
Den högsta punkten i närheten är Weisshorn, 4 506 meter över havet, 1,8 km söder om Bishorn.
Trakten runt Bishorn består i huvudsak av kala bergstoppar och isformationer.